# Bonistock
Bonistock är en bergstopp i Schweiz. Den ligger i kantonen Obwalden, i den centrala delen av landet. Toppen på Bonistock är 2 169 meter över havet.
Trakten runt Bonistock består i huvudsak av kala bergstoppar och gräsmarker.